# Crângu (Constanța)
Crângu (antiguamente Caramat) es una localidad rumana de la comuna de Ion Corvin, en el condado de Constanța.

## Toponimia
El antiguo nombre del lugar puede encontrarse escrito con grafías como Cara-Amat, Caramat y Kara Amet. Pasó a llamarse Crângu.

## Historia
Hacia comienzos del siglo XX, la localidad, que ya por entonces pertenecía al condado de Constanța, formaba parte de la comuna de Cuzgun y tenía contabilizada una población de 166 habitantes.
En la segunda mitad del siglo XX la localidad había pasado a formar parte de la comuna de Ion Corvin. En el censo de 2021 la localidad tenía una población de 92 habitantes.